# 퍼니메이션
퍼니메이션(영어: Funimation, 이전 명칭: Crunchyroll, LLC)은 미국의 주요 일본 애니메이션 배급사이다. 1994년에 일본계 미국인 사업가 겐 후쿠나가에 의해 설립되었으며, 2005년에 나바르 주식회사(Navarre Corporation)의 자회사가 되었지만 후에 매각되었다. 2017년 소니 픽처스 텔레비전에 1억 4300만달러에 인수되었다. 2019년 퍼니메이션이 애니플렉스의 애니메이션 해외유통 사업을 합병하였다.